# Rappler
Rappler (combinație a cuvintelor „rap” și „ripple”) este un site de știri online din Filipine, cu sediul în Pasig, Manila, fondat de Maria Ressa și alți jurnaliști. A început ca o pagină de Facebook numită MovePH în august 2011 și ulterior a evoluat într-un site web complet la 1 ianuarie 2012.
În 2018, agențiile guvernului filipinez au inițiat proceduri legale împotriva Rappler. Rappler și angajații săi au susținut că au fost vizați datorită dezvăluirilor pe care le-au făcut despre corupția din guvern și a aleșilor, prin dezvăluirile despre folosirea roboților și a trolilor care favorizau administrația lui Rodrigo Duterte precum și documentarea războiului din Filipine împotriva drogurilor.